# Radu Sîrbu

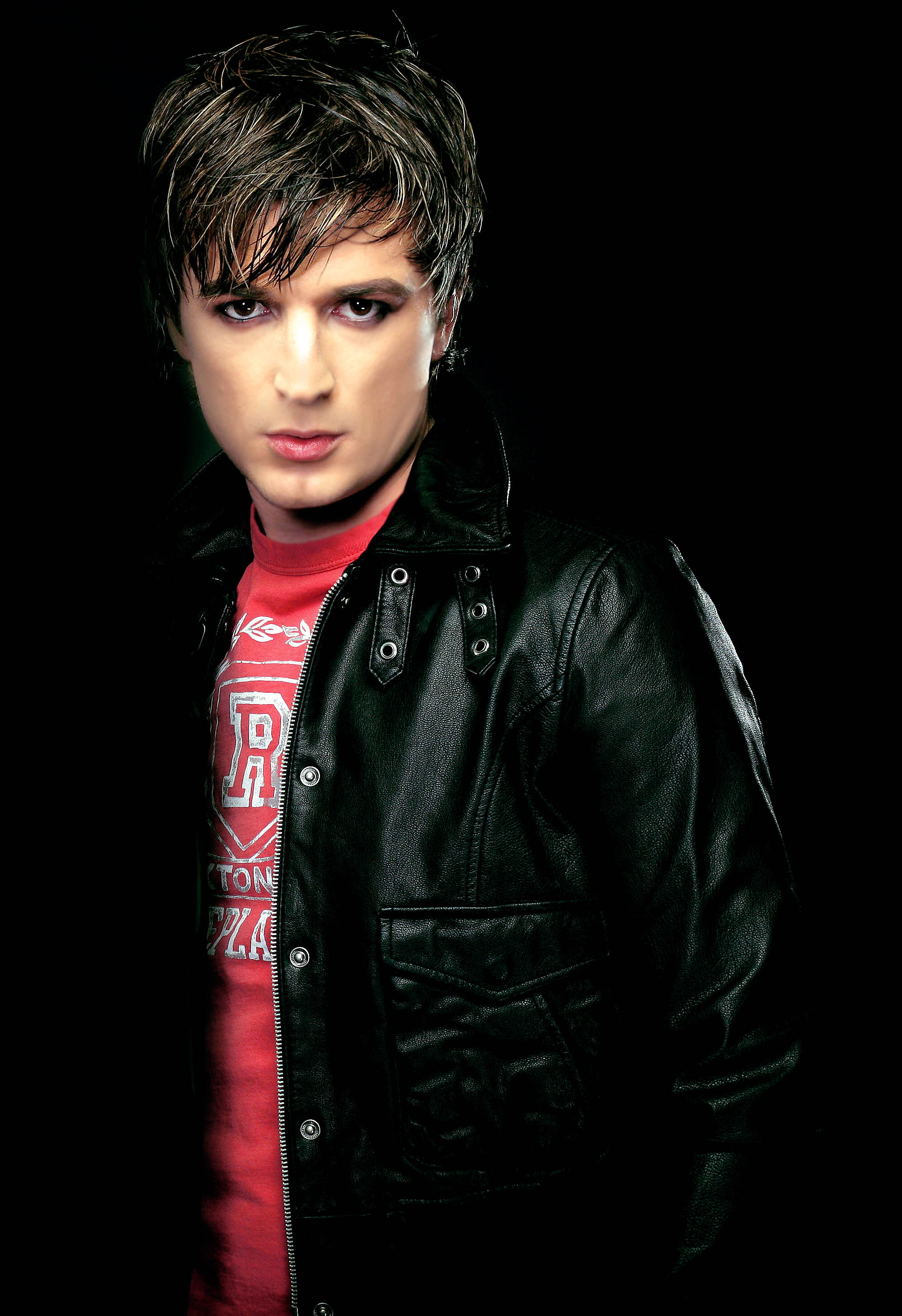
Radu Sîrbu

Radu Sîrbu (* 14. Dezember 1978 in Peresecina, Moldauische SSR; auch bekannt als Radu Sârbu, RadU oder Picasso) ist ein moldauischer Popsänger, DJ und Musikproduzent. Sîrbu war Mitglied der Boygroup O-Zone, konnte aber auch nach der Trennung der Band 2005 als Solo-Sänger oder in Kooperation mit seiner Frau Ana im Projekt MR.& MS. Erfolge vor allem im rumänischen Sprachraum vorweisen.

## Leben und Karriere
Sîrbu verbrachte den Großteil seiner Kindheit in seiner Geburtsstadt Peresecina, lebte zeitweise aber auch in den Städten Orhei und Bălți. In seiner Jugendzeit half er seinem Vater in einem Nachtclub als DJ aus. 1996 begann er sein Studium an der Chișinău Music Conservatory in dem Fach Gesang.
2001 sang er in einer von Dan Bălan ins Leben gerufene Castingshow für die Boygroup O-Zone vor. Es galt einen Ersatz für den ausgestiegenen Petru Jelihovschi zu finden. Das Trio komplementierte Arsenie Toderaș (Arsenium). Ab 2002 konnte die Gruppe Erfolge in Moldau aber auch im Nachbarland Rumänien verbuchen. Mit der Single Dragostea din tei gelang der Band im Sommer 2004 ein internationaler Nummer-eins-Hit; es folgte der Top-Ten-Hit Despre tine.
Nachdem O-Zone im Frühjahr 2005 ihre Trennung bekannt gaben, um sich Solo-Karrieren zu widmen, verfasste Sîrbu gemeinsam mit DJ Mahay den Song Dulce. Sîrbu trat nun als RadU auf. Es folgten die Lieder Whap-pa und die Veröffentlichung seines ersten Albums Alone. Gemeinsam mit Ex-O-Zone Mitglied Arsenium brachte er den Song July heraus.
Seit März 2008 tritt er unter dem Namen MR.& MS. gemeinsam mit seiner Frau Ana auf. Ende März wurde die Single Love Is Not a Reason to Cry veröffentlicht. Es folgte das Album Heartbeat im selben Jahr.
Kurz nach der Veröffentlichung dieses Albums schrieb Sîrbu gemeinsam mit seiner Frau den Song Single Lady, für die moldauischen Sängerinnen DJ Layla und Alissa. Der Song schaffte es unter die Top 40 Charts in Rumänien, der Republik Moldau und Russland und war 2009 eines der am häufigsten gehörten Lieder im rumänischen Radio. Nach diesem Erfolg folgte die Single City Of Sleeping Hearts, wo Sîrbu auch das Musikvideo produzierte. 2011 gründete Sîrbu sein eigenes Label Rassada Music.
Sîrbu ist verheiratet und lebt mit seiner Frau und seinen Töchtern sowie seinem 2016 geborenen Sohn in Bukarest, Rumänien.

## Diskografie

### Alben
- Alone
- Heartbeat

### Singles
- 1995: Mix Dojdi
- 2005: Dulce (feat. DJ Mahay)
- 2006: Whap-Pa
- 2006: Doi Străini
- 2007: July (feat. Arsenium)
- 2007: Iubirea ca un drog
- 2007: Daun Daha
- 2008: Love is Not a Reason to Cry
- 2008: In One
- 2009: Single Lady
- 2010: City of Sleeping Hearts
- 2011: Emotion
- 2012: Un Inger Trist
- 2013: Rise Up
- 2014: Esti Prea Perfecta
- 2018: Esti Doar O